# 二十年の恨

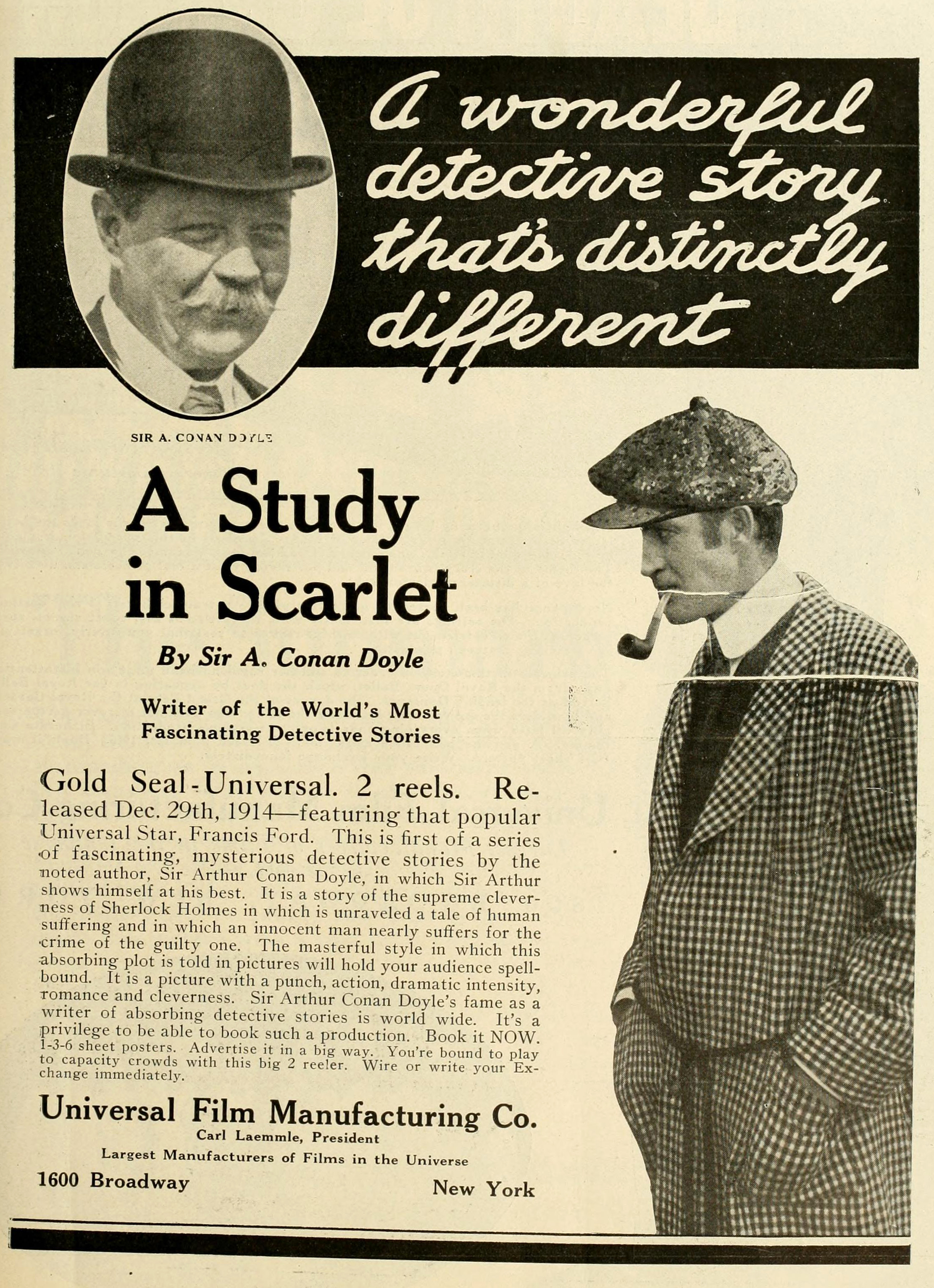
映画の広告

『二十年の恨』（A Study in Scarlet）は、1914年に公開されたアメリカ合衆国のサイレント映画である。監督・主演はシャーロック・ホームズ役のフランシス・フォードである。この映画はフランシス・フォードの弟であるジョン・フォードがワトソン博士を演じたと言われている。この映画はアーサー・コナン・ドイルの1887年の小説『緋色の研究』を原作としている。
この映画はイギリス版の公開の1日後となる1914年12月29日に公開された。この映画は失われた映画であると考えられている。